# جائزة أشدين
جائزة اشدين للطاقة المستدامة هي جائزة سنوية تقدمها مؤسسة خيرية تحمل الاسم نفسه والتي يوجد مقرها في لندن. حيث أنها عبارة عن مكافأة لمشاريع الطاقة المستدامة المحلية في المملكة المتحدة والبلدان النامية التي تحمي البيئة وتحسن نوعية الحياة.
سارة بتلر سلوس هي من أنشأت تلك الجائزة في عام 2001 بتمويل من اشدين ترست وهو أحد صناديق عائلة سينسبري الخيرية.

## نبذة عن جائزة اشدين
تشجع على إيجاد حلول للطاقة المستدامة في المملكة المتحدة والعالم النامي ومن خلال هذه الجوائز فإنها تهدف إلى رفع مستوى الوعي للإمكانيات الهائلة من الطاقة المستدامة على الصعيد المحلي على حد سواء لمعالجة تغير المناخ وتحسين نوعية حياة الناس. و ذلك بمساعدة الفائزين بجوائز اشدين بجوائز نقدية والتي تقدم في حفل توزيع الجوائز في لندن كل شهر يونيو.

## الجوائز في المملكة المتحدة
في عام 2009 أعطت تلك الجائزة في ثلاث مجالات وهم 
- قطاع الطاقة
- السلطة المحلية
- جمعية خيرية

و قيمه الثلاث جوائز الأولي 30,000 جنيه إسترليني والثلاث جوائز الثانية 15,000 جنيه إسترليني

### جائزه قطاع الطاقة
هذه الجائزة هي للشركات المحلية التي جعلت من الطاقة المتجددة والطاقة والخدمات القائمة علي الطاقة أكثر يسرا. يتم التركيز على الشركات التي فتحت فرص جديدة. و الفائزون 2009 هم منظمة الطاقة الحرارية الدولية (Geothermal International) و Architype.

### جائزه السلطة المحلية
هذه الجائزة هي للسلطات المحلية التي اتخذت مبادرات وبرامج فعالة لتحسين كفاءة الطاقة و/أو زيادة المعروض من الطاقة المتجددة المحلية (الحرارة والكهرباء) وأيضا تشجيع التوسع في استخدام الطاقة المستدامة من خلال التخطيط والسياسات المحلية.و الفائزون 2009 هم مجلس مدينة كيركليس ومجلس مقاطعة ديفون.

### جائزه الجمعيات الخيرية
هذه الجائزة تعطي للمنظمات الغير هادفة للربح مثل وكالات الطاقة والمؤسسات الخيرية والتي نفذت مشاريع أو برامج لخفض الطلب على الطاقة و/ أو زيادة المعروض من الطاقة المتجددة (الحرارة والكهرباء) على المستوى المحلي. الفائزون 2009 أكاديمية الطاقة المستدامة.

## جائزه المدارس البريطانية
هذه الجائزة مفتوحة أمام أي مدرسة في المملكة المتحدة توفر التعليم للتلاميذ الذين تتراوح أعمارهم بين 5 و 16 وتجعل التلاميذ علي دراية بالطاقة المستدامة والاستخدام المسؤول للطاقة عنصرا رئيسيا لحياتهم. قيمة الجائزة الأولى حوالي 15,000جنيه إسترليني و قيمة الجائزة الثانية £7,500. 
الفائزون في عام 2009 مدرسه اشلي الابتدائية ومدرسة والتون ومدرسه كوري الثانوية في ادنبره.

## الجوائز الدولية
في عام 2009 سيكون هناك ما يصل إلى سبعة من الجوائز الدولية قيمتهم 20,000 جنيها إسترلينيا لكل واحدة وبطل جائزة اشدين للطاقة يحصل علي جائزة مقدراها £ 40,000 للعمل الذي يذهل لجنة التحكيم. 
ويتم تقديم الجوائز للخدمة المقدمة للمجتمعات المحلية من خلال استخدام الطاقة المستدامة وليس من اجل التكنولوجيا المستخدمة. في عام 2009 سيتم تسليط الضوء على الإنجازات الخاصة بالحاصلين علي الجوائز ومجالات الاهتمام الرئيسية هي:
- الأمن الغذائي
- الصحة والتعليم والرعاية الاجتماعية
- الإنارة والكهرباء للمنازل والشركات
- المشاريع

يمكن أن يستخدم الأمن الغذائي الطاقة المتجددة في أي جزء من سلسلة الإمدادات الغذائية من زراعة وتصنيع وتخزين والطهي ووصولا إلى التسويق والتوزيع.
يمكن أن تستخدم الصحة والتعليم والرعاية الطاقة المتجددة يمكن استخدامها مباشرة في مرافق الرعاية الصحية والمدارس (بما في ذلك توفير النور والتبريد والتعقيم والاتصالات) وتوفير الضوء للدراسة في المنزل. فإنه يمكن أيضا تحقيق تحسينات في الصحة في المنازل أو المدارس (بما في ذلك الحد من الدخان المنبعث من المواقد وتحسين الصرف الصحي).
الإنارة والكهرباء للمنازل حيث أن الطاقة المتجددة طاقة نظيفة وكفاءتها عالية ومصابيح الإنارة المحمولة أو الثابتة للمنازل أو مبان المجتمع على حد سواء في المناطق التي لا تربطها صلة لشبكة الكهرباء. و الطاقة المتجددة على نطاق صغير يمكن ان تساعد الشركات والخدمات الاجتماعية علي التطوير.
وتستطيع الشركات المؤسسة تلعب دورا مهما في توصيل الطاقة المتجددة وتشجيع انتشاره السريع.

## حفل توزيع الجوائز
يعقد حفل توزيع جوائزه أشدين في الجمعية الجغرافية الملكية في لندن في حزيران / يونيو حيث يعرض الفائزون إنجازاتهم واستلام جوائزهم من قبل جمهور المدعوين من السياسيين ورجال الأعمال وكبار الشخصيات من البيئة والتنمية والطاقة في العالم.
تستضيف المسابقة العديد من الشخصيات مثل المذيعين آنا فورد وجون همفريز وجوناثان ديمبلبي والصحفي البيئي مارك لاينس.
قائمه المتكلمين على مدى السنوات الثلاث الماضية تشمل الأمير تشارلز السير ديفيد كينغ وانغاري ماتاي وآل غور وديفيد اتينبورو وهيلاري بن وزيرة الدولة البريطانية للتنمية الدولية والدكتور آر رئيس مجلس الفريق الحكومي الدولي المعني بتغير المناخ وديفيد كاميرون زعيم حزب المحافظين واللورد ماي اوف اوكسفورد المستشار العلمي للرئيس السابق للحكومة البريطانية.
بعد تقديم الجوائز في حفل عام 2007 قام آل غور بالتعليق:
«لا أحد يستطيع حضور هذا الحدث مثل جوائز اشدين وتفشل في أن تكون مصدر إلهام له ويجب أن نجد طريقا من الحاضر لا يمكن تحملها لمستقبل مستدام. الاختام لي ماذا عن معظم هذه المشاريع هو أنها أصبحت حقا في تغيير ما هو مطلوب في العالم وهذه الجوائز يقول لنا كيف أن يضيء هذا الطريق لمستقبل مستدام معا وآمل أن نتمكن من إنجاز ذلك بسرعة».

## الحلقات الدراسية والمؤتمرات
جوائز اشدين أيضا تعقد حلقات دراسية ومؤتمرات متخصصة تجمع الفائزين مع الممارسين والأكاديميين وأولئك الذين يتخذون القرارات السياسة أو يستطيعوا التأثير عليها. و أمثلة الحلقات الدراسية التي عقدت مؤخرا وتشمل واحدة في امبريال كوليدج وآخر عقد في وزارة التنمية الدولية البريطانية.